# 超新星に関する年表
超新星に関する年表は、超新星、白色矮星、中性子星の理論の発展とそれに関する発見の年表である。
- 185年： 『後漢書』天文志の記録に残る「客星」がSN 185に同定されており、最古の超新星の記録となっている。
- 1006年： おおかみ座の超新星（SN 1006）が記録に残っており、－9等星という明るさであったとされる。
- 1054年： おうし座の超新星（SN 1054）が記録に残っており、 かに星雲はその超新星残骸である。
- 1572年： ティコ・ブラーエが、カシオペヤ座に 超新星SN 1572（ティコの超新星）を発見した。
- 1604年： ヨハネス・ケプラーが、へびつかい座に超新星SN 1604（ケプラーの超新星）を発見した。
- 1862年： アルヴァン・グラハム・クラークが、シリウスBを観測する。
- 1866年： ウィリアム・ハギンズが、光のスペクトルを研究し、新星のまわりを水素の雲が包んでいるのを発見した。
- 1885年： アンドロメダ銀河 M31 に超新星が観測され、新星と超新星の成因が異なることが知られた。（発見者はエルンスト・ハルトヴィッヒ）
- 1914年： ウォルター・シドニー・アダムズが、シリウスBの密度が極めて高いことを示した。
- 1926年： Ralph Fowlerが、白色矮星の性質を説明するのにフェルミ・ディラック統計を用いた。
- 1930年： スブラマニアン・チャンドラセカールが、白色矮星となる恒星に質量の限界があることを示した。（チャンドラセカール限界）
- 1933年： フリッツ・ツビッキーとウォルター・バーデが、中性子星のアイデアを提案し、超新星は通常の恒星が中性子星となる時の爆発であるという説を提案した。また超新星爆発が宇宙線の起源であるという説を示した。
- 1939年： ロバート・オッペンハイマーとGeorge Volkoffが、最初の中性子モデルの計算を行った。
- 1942年： J.J.L. Duyvendak、Nicholas Mayallとヤン・オールトが、かに星雲が1054年の超新星SN 1054の名残りであることを示す。
- 1958年： エヴリー・シャツマン、Kent Harrison、若野省己、ジョン・ホイーラーが白色矮星が、ベータ崩壊の逆過程に対して不安定であることを示す。
- 1962年： リカルド・ジャコーニ、Herbert Gursky、Frank Paolini、ブルーノ・ロッシが、X線星さそり座X-1を発見する。
- 1967年： ジョスリン・ベルとアントニー・ヒューイッシュが、パルサーを発見する。
- 1967年： J.R. Harries、Ken McCracken、R.J. Francey、A.G. Fenton が、最初のX線新星(X-ray transient)(Cen X-2)を発見する。
- 1968年： トーマス・ゴールドが、パルサーは回転する中性子星であると提案する。
- 1969年： David Staelin、E.C. Reifenstein、William J. Cocke、Mike Disney、Donald Taylorが、かに星雲にパルサーを発見し、超新星と中性子星とパルサーがむすびついた。
- 1971年： リカルド・ジャコーニ、Herbert Gursky、Ed Kellogg、R. Levinson、E. Schreier、H. Tananbaum が、Cen X-3 から4.8秒周期のX線パルスを発見する。
- 1974年： ラッセル・ハルスとジョゼフ・テイラーが、連星パルサー PSR B1913+16 を発見する。
- 1977年： キップ・ソーンとAnna Żytkowが、ソーン-ジトコフ天体の解析をおこなう。
- 1982年： Donald Backer、シュリニヴァス・クルカルニ、Carl Heiles、Michael Davis、Miller Gossが、ミリ秒パルサー PSR B1937+21を発見する。
- 1985年： Michiel van der Klisが、30 Hz quasi-periodic oscillations を GX 5-1に発見する。
- 1987年： Ian Sheltonが、超新星SN 1987Aを大マゼラン雲に発見する。
- 2006年： Robert Quimby & P. Mondolが、超新星SN 2006gyを銀河NGC 1260に発見する。 史上最大規模の爆発となった。
- 2008年： 超新星SN 2008dcが銀河NGC 2770に発見される。爆発の一部始終が解析された最初の例となる。